# Deberndorf
Deberndorf is een plaats in de Duitse gemeente Cadolzburg, deelstaat Beieren.